# Philippus (Diakon)

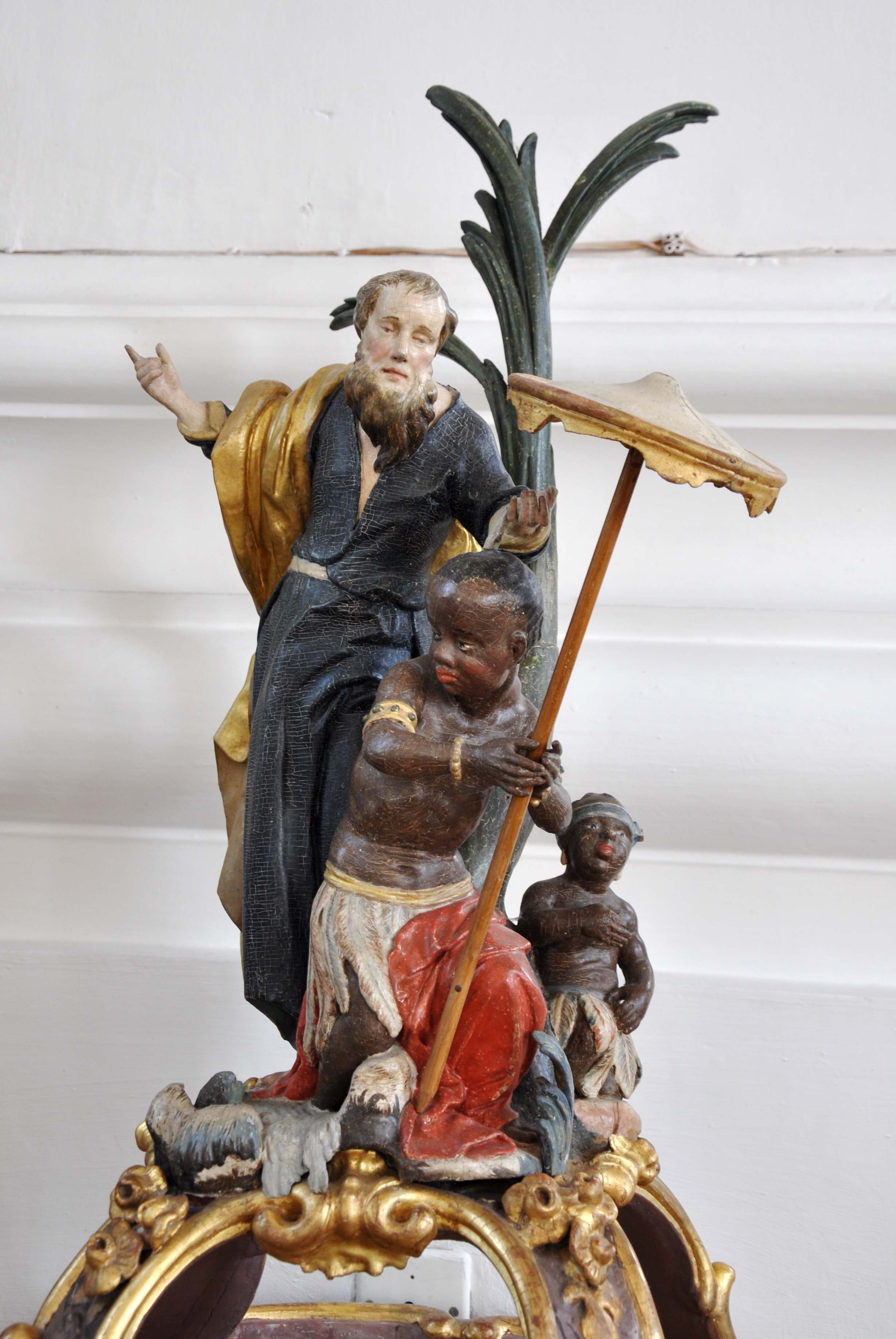
Philippus tauft den Kämmerer von Äthiopien, Taufsteinaufsatz in der Pfarrkirche St. Martin, Unteressendorf (Oberschwaben)

Philippus ist einer der Sieben Diakone, die von den Mitgliedern der Jerusalemer Urgemeinde auf Anregung der Apostel zu deren Unterstützung ausgewählt wurden. Er ist von dem in den Evangelien erwähnten Apostel gleichen Namens zu unterscheiden, auch wenn in der Legendenbildung die beiden Philippus-Biographien irrtümlich miteinander verbunden wurden.

## Biblischer Bericht und Legende
Nach der Apostelgeschichte wurde Philippus zum Diakon der Jerusalemer Urgemeinde berufen. Die Initiative, Diakone zu berufen, ging vom Kreis der Apostel aus. Auch die Kriterien, anhand derer die Diakone berufen werden sollten, wurden von den Aposteln selbst festgelegt („Männer von gutem Ruf und voll Geist und Weisheit“). Die Auswahl der Diakone oblag aber der Gemeinde. Neben Philippus, der sich auch in der Verkündigung des Evangeliums einen Namen machte, wurden Stephanus, Prochorus, Nikanor, Timon, Parmenas und Nikolaus in diesen Dienst berufen.
Während der Zeit der ersten Christenverfolgung in Jerusalem wirkte Philippus in Samaria (Apg 8,4–13 ). Dort soll er, gemäß der Apostelgeschichte (Apg 8,9–25 ), Simon den Magier, einen von den Samaritanern zum Christentum konvertierende Person getauft haben. Er predigte und heilte Lahme und Krüppel. Aus vielen Besessenen fuhren unreine Geister unter lautem Geschrei aus.
Nach der biblischen Erzählung in der Apostelgeschichte (Apg 8,26–40 ) wurde Philippus auf übernatürliche Weise auf die wüste Straße zwischen Jerusalem und Gaza geführt. Dort begegnete er dem Kämmerer der Kandake, der Königin von Äthiopien, im griechischen Urtext als Eunuch bezeichnet, der sich auf der Rückreise von Jerusalem in seine afrikanische Heimat befand. Philippus wurde von ihm eingeladen, sich zu ihm in den Wagen zu setzen. Unterwegs deutete er ihm eine Stelle aus dem Buch Jesaja (Jes 53,7 ). Der Kämmerer begehrte daraufhin die Taufe von Philippus, die er an einer Wasserstelle auch empfing. Außerbiblische Erzählungen sehen in dieser Taufe des Kämmerers den Beginn der äthiopischen Kirche.
Später wohnte Philippus gemeinsam mit seinen vier Töchtern in der Hafenstadt Caesarea Maritima. Dort boten sie Paulus von Tarsus Quartier, als er auf dem Weg nach Jerusalem war (Apg 21,8–9 ). 
Im phrygischen Hierapolis soll Philippus mit seinen Töchtern nach nichtbiblischen Berichten als Märtyrer gestorben sein. Im kleinasiatischen Christentum waren die fünf hoch angesehen; sie galten als „große Sterne, die in Asien ihre Ruhestätte gefunden hatten.“

## Gedenktage
- evangelisch: 11. Oktober im Kalender der Lutherischen Kirche – Missouri-Synode
- römisch-katholisch: 11. Oktober
- orthodox: 11. Oktober und 4. Januar
- armenisch: 27. Februar, 9. April und 11. Oktober
- koptisch: 11. Oktober